# Gheorghe Ionescu Gion
Gheorghe Ionescu (cunoscut mai bine ca Gion, n. 23 februarie 1909, București – d. 17 octombrie 1999, New York) a fost un cântăreț român de muzică ușoară, care a cunoscut succesul în Bucureștiul perioadei interbelice.

## Biografie

### Perioada interbelică
Gheorghe Ionescu s-a născut în București la 23 februarie 1909. Părinții lui pe nume Ioan și Maria Ionescu au avut 3 copii: Elena, Ecaterina și Gheorghe. Aceștia au trăit în București în casa construită de tatăl lor pe strada Sirenelor, nr. 71 pe dealul Spirii. 
Familia l-a îndreptat pe Gion către Facultatea de Medicină, dar după prima autopsie la care a leșinat, Gion și-a vândut cărțile de medicină și a cumpărat un set de tobe și un frac. Muzica l-a atras de tânăr, dar familia nu știa nimic despre schimbarea în viața lui.
Într-o seară când cânta la barul de noapte „Răcarul”, mama sa, a fost adusă de prieteni să-și descopere propriul copil pe scenă. Maria a leșinat când l-a văzut pe fiul ei cântând și a făcut o „scenă” nedorită de Gion.  A fi cântăreț în acele vremuri era o palmă grea pentru o familie care adopta credințele contemporane. Nu era considerat „de calitate” să fii pe scenă sub orice formă, Gion însă a insistat și a urmat muzica împotriva dorințelor familiei.
Nu a trecut mult timp și Gion a devenit celebru. În anii '30, o reclamă spunea „Cel mai bun Diseur Gion, Pe cele mai bune plăci, Odeon”. Cântă ca solist al bomboneriei bucureştene „Zamfirescu”. Colaborează cu orchestra de jazz „Ghinda”; cântă alături de orchestra compozitorului Elly Roman de la Cazinoul Sinaia, Carmen Silva în Eforie, Terasa Otetelișanu din București. Multe alte cunoscute cafenele și bodegi din acea vreme erau locurile unde Gion delecta publicul cu vocea lui caldă, distinsă și naturală. Vioara și contrabasul erau instrumentele lui preferate și vocea era adevăratul lui talent.
Realizează numeroase înregistrări peste hotare, în Germania și Suedia, discuri care i-au adus multă popularitate și un venit bun în acei ani de dinainte de război. Unul din cântecele cu care Gion s-a consacrat era „Vecina mea de vis-à-vis”, cântec cu o semnificație deosebită. Cele mai multe cântece interpretate de Gion erau tangouri,după moda și cerințele publicului vremii.
Toate înregistrările discografice (pe plăci Odeon) ale lui Gion (din păcate,destul de puține) au fost făcute în numai 2 ani,1932 și 1933. Tangouri precum ''Adio,doamnă!'', ''Nopți de argint'', ''Niura'', ''Beau!'' (de Ionel Fernic),etc. sunt nemuritoare.
Încă se spune că Gion a fost cel mai bun interpret al piesei „Adio Doamnă”. Alte cântece înregistrate de Gion au fost: „Inima-i un telefon”, „Tu ești totul pentru mine”, „Vreau să-mi cânți din vioară”, „Iartă-mă”, „Vei minți și tu”, „Nu cred”, „Gândește-te la mine” sau „Da-mi iarăși gura ta”.

### În România socialistă
Odată cu intrarea României în război și schimbările imediat după război, viața s-a schimbat total și pentru Gion. Fiind cunoscut în cele mai înalte cercuri și având legături chiar și în Casa Regală, odată cu venirea comuniștilor la putere, Gion a fost arestat și trimis la Canal și la Făgăraș în anii 1949 - 1955. În aceste lagăre de muncă, formate după modelul sovietic pentru a distruge intelectualitatea română dinainte de război, Gion a cunoscut mulți nevinovați care îi împărtășeau soarta.
Gion a supraviețuit cu greu acestor ani de lagăr, mulți deținuți au murit, dar Gion a scăpat cu viață. A ieșit din detenție în 1955, la 46 de ani, firav și bolnav, având numai 45 kg. greutate și mutilat la față, cu infecții oribile. 
Fără să știe nimic despre soția și fiica lui, Gion s-a întors acasă după câteva zile la Jilava. Cariera și popularitatea lui pe scenă au fost întrerupte definitiv. Nici un fost deținut politic nu va fi altceva decât un „inamic al poporului” și nici vorbă de a fi adorat de cineva în noua societate. 
Gion însă a continuat să își cânte cântecele lui în multe restaurante din București și pe Litoral din 1960 până în 1978. Este mult mai obscur decât înainte de război, dar apreciat nu numai de generația lui, dar și de tinerii iubitori de romanțe și stilul ''café concert''. 
De la „Zori de Zi”, „Pescăruș”, „Bordei”, „Feroviar”, „Cinci Lei”, „Unirea”, la Cazinoul de la Mamaia și Satul de Vacanță din Neptun, în toți acești ani era mult dorit, apreciat și a cântat la numeroase evenimente private, nunți, botezuri și petreceri.
Frecvent la „Bursa Muzicienilor” de la Podul Izvor, în anii '60 și '70, Gion alegea instrumentiști, talente necunoscute, capabili să cânte împreună în orchestre ad-hoc, conduse de el însuși. Pe litoral, Gion delecta turiștii de peste hotare. Fluent în franceză și germană, aducea lacrimi în ochii turiștilor străini, cântându-le în limba lor melodii cunoscute și nemuritoare, uimindu-i cu șarmul lui personal, cu cunoștințele lui muzicale, și mai ales cu vocea lui deosebită. Gion era fericit pe scenă și fericit că putea să asigure o viață liniștită pentru familia lui.

### În America
În 1979 Gion a decis că America va oferi o viață mai bună copiilor lui și la vârsta de 70 de ani împreună cu soția lui, au fugit la Viena într-o excursie pe Dunare. Era aproape convins că nu i se va aproba viza de turist, ca fost deținut politic, dar a trebuit să încerce. Trecuseră mulți ani și comuniștii uitaseră de el. Vestea că pașaportul a fost aprobat, a fost așa o mare surpriză încât Gion a făcut prima comoție cerebrală. 
Dar s-a pus din nou pe picioare, destul de repede și a plecat la Viena. A cântat chiar și pe vaporul care i-a adus libertatea.
Prieteni și necunoscuți l-au ajutat să ajungă la New York după o scurtă perioadă.  Familia s-a reunit în 1981 odată cu venirea copiilor în USA.  În primii ani la New York, chiar la o vârstă înaintată, vocea lui a rezonat și aici la câteva restaurante Românești. Gion a trăit în Manhattan, aproape de Carnegie Hall și Lincoln Center, unde s-a delectat cu muzica și cultura până în 1999.

## Filmografie
- Viața învinge (1951) - spionul american Murray
- Mitrea Cocor (1952)
- Răsare soarele (1954) - Basil Popescu
- Cerul începe la etajul III (1967)
- Răpirea fecioarelor (1968) - Vodă Hangerli
- Ofițerul recrutor (1969) - Căpitanul Brazen